# 라이언스게이트 필름스의 영화 목록
다음은 라이언스게이트가 제작/배급한 영화 목록이다.

## 영화 목록
- List of Lionsgate films (1997–1999)
- 라이언스게이트 필름스의 영화 목록 (2000-2009년)
- 라이언스게이트 필름스의 영화 목록 (2010-2019년)
- 라이언스게이트 필름스의 영화 목록 (2020-2029년)

## 같이 보기
- 로드사이드 어트랙션스
- 서밋 엔터테인먼트